# Vera Farmiga
Vera Ann Farmiga (/fɑːrˈmiːɡə/; sinh ngày 6 tháng 8 năm 1973) là một nữ diễn viên, nhà sản xuất và đạo diễn phim người Mỹ. Cô khởi nghiệp trên sân khấu với vở kịch Taking Sides (1996). Cô có màn ra mắt truyền hình trong loạt phim kỳ ảo Roar và điện ảnh trong Return to Paradise (1998). Cô còn đóng trong một số phim điện ảnh như The Manchurian Candidate (2004), Điệp vụ Boston (2006), The Boy in the Striped Pyjamas (2008) và Nothing But the Truth (2008). Cô giành được sự tán dương với vai Alex Goran trong phim hài-kịch Up in the Air (2009). Vai diễn này đã đem về cho cô các đề cử Quả cầu vàng, giải SAG, giải BAFTA và giải Oscar cho nữ diễn viên phụ xuất sắc nhất.
Vera tham gia đóng trong một số phim khác như Orphan (2009), Mật mã gốc (2011) và Chốn an toàn (2012). Cô cũng thủ vai nhà điều tra hiện tượng kì bí Lorraine Warren trong Ám ảnh kinh hoàng (2013) và phần tiếp theo Ám ảnh kinh hoàng 2 (2016).